# Novena (metrostation)
Novena is een metrostation van de metro van Singapore aan de North South Line. Het station bedient de wijk Novena en bevindt zich ondergronds in de Novena Square Shopping Mall.
De kenmerkende groene wandtegels zijn vervangen door een coating met dezelfde kleur omdat de tegels in dit station en het naastgelegen station Toa Payoh van de wanden viel.